# Björn Rudström
Björn Rudström (ur. 10 maja 1954 w Härnösand) – szwedzki curler, mistrz świata i Europy z 1977. Jest starszym bratem Håkana, ojcem Karin i Magnusa.
Rudström pierwsze sukcesy odniósł w karierze juniorskiej, w 1974 wygrał mistrzostwa Szwecji juniorów. Mistrzostwa świata zaczęto rozgrywać dopiero rok później.
Rok później triumfował już w mistrzostwach kraju w kategorii mężczyzn. Na Mistrzostwach Świata 1975 Szwedzi uplasowali się na 4. miejscu przegrywając 4:6 półfinał przeciwko Amerykanom (Ed Risling). Po dwóch latach Björn Rudström powrócił do turnieju, a zespół z Härnösand ponownie awansował do fazy play-off. W półfinale pokonał 5:0 Stany Zjednoczone (Bruce Roberts), zdobył tytuł mistrzowski zwyciężając 8:5 nad Kanadą (Jim Ursel). Pod koniec tego roku Rudström zadebiutował w Mistrzostwach Europy, Szwedzi zapewnili sobie złote medale wygrywając wszystkie 9 meczów Round Robin.
W 1981 jako zawodnik w drużynie Görana Roxina ze stołecznego Magnus Ladulås Curlingklubb zajął 1. miejsce w Elitserien i wystąpił w Mistrzostwach Europy. Zawodnicy ze Sztokholmu dotarli do finału, gdzie ulegli 6:8 Szwajcarom (Jürg Tanner).
Björn Rudström grał w Mistrzostwach Świata Seniorów 2006. Szwedzki zespół w półfinale przegrał z Amerykanami (Brian Simonson) i ostatecznie wywalczył brązowe medale w spotkaniu przeciwko Duńczykom (Johannes Jensen).
W latach 2009–2014 pełnił funkcję prezesa Szwedzkiej Federacji Curlingu.

## Drużyna
|           | Czwarty         | Trzeci         | Drugi               | Otwierający         |
| --------- | --------------- | -------------- | ------------------- | ------------------- |
| 2004/2005 | Jan Ullsten     | Björn Rudström | Lars Strandqvist    | Lars Engblom        |
| 2002/2003 | Björn Rudstrom  | Håkan Rudström | Ante Nilsson        | Jan Ullsten         |
| 1981/1982 | Göran Roxin     | Björn Rudström | Håkan Rudström      | Christer Mårtensson |
| 1976/1977 | Ragnar Kamp     | Håkan Rudström | Björn Rudström      | Christer Mårtensson |
| 1974/1975 | Ragnar Kamp     | Björn Rudström | Christer Mårtensson | Axel Kamp           |
| 1973/1974 | Anders Thidholm | Ragnar Kamp    | Christer Mårtensson | Björn Rudström      |